# Криворуцкий, Пётр Моисеевич
Пётр (Пейсах-Лейзер) Моисеевич Криворуцкий (1920—1987) — советский скульптор, живописец, график.

## Биография
Родился 5 июня 1920 года в г. Бердичев Житомирской области.
Учился в школе № 9, был постоянным посетителем скульптурной студии городского Дворца пионеров. С 1936 года учился на скульптурном факультете Одесского художественного училища (до 1940 года).
С 1940 года находился в Красной Армии. В 1941−1945 годах — на фронте Великой Отечественной войны. С сентября 1941 года — на Ленинградском фронте, боец 185-го истребительного полка.
В 1944 году, после освобождения Бердичева, Криворуцкому предоставили отпуск. Побывав дома, он узнал о гибели своих родных. Картина «Смерть и жизнь» (1944) стала своеобразным реквиемом погибшим. В память о погибших евреях создал скульптуру «Скорбящая» (1973).
С 1945 года жил в Ленинграде, с этого же года — студент скульптурного факультета Академии художеств, которую он окончил в 1951 году.
Член Союза художников СССР с 1952 года.
В 1982 году состоялась его персональная выставка в Ленинграде. В 1986 году Ленинградская организация Союза художников РСФСР провела в Бердичеве выставку скульптуры, рисунка и живописи П. Криворуцкого.
Внезапно умер в Бердичеве 11 января 1987 года в творческой мастерской Дворца культуры завода «Прогресс» во время своей персональной выставки. Похоронен в Бердичеве на новом городском кладбище. В 1992 году на могиле установлена надгробная плита из чёрного гранита с гранитной же тумбой, на которой находятся скульптурный портрет и мемориальная надпись.

## Произведения
Монументальные памятники:
- в Старой Руссе, Нижнем Новгороде, Казани, Йемене.

Скульптурные портреты:
- поэты Х. В. Бейдер, А. А. Вергелис, А. Ю. Гонтарь, М. М. Грубиан, писатели З. Вендров, И. Х. Друкер, кораблестроитель А. Зинковецкий (1974, музей «Метрополитен», Нью-Йорк);
- Т. Г. Шевченко (1954), Д. И. Менделеев (1957), М. А. Горький (1958), К. Э. Циолковский (1985), С. П. Королёв (1985), Герои Социалистического Труда К. К. Ворона и Я. Г. Зощук.